# Sandra Berg
Alexandra van Bergen (Roermond, 15 oktober 1960), beter bekend als Sandra Berg, is een Nederlandse schrijfster. Ze publiceerde onder andere meer dan vijftig boeken en ruim tweehonderd verhalen voor de  Favorietreeks.
Haar eerste boek, De Nacht van de Wolf, verscheen in 2002 bij uitgeverij Ellessy. Het is een thriller die zich afspeelt in het Nederlandse Peelgebied. Haar meer recente boeken zijn overwegend romans.

## Biografie
Sandra Berg werd geboren in 1960 als Sandra van Bergen. Na het vroegtijdige overlijden van haar vader groeide ze op in het Limburgse dorp Horn. Op school was het schrijven van opstellen haar favoriete vak, maar het zou nog jaren duren voordat ze haar eerste boeken zou publiceren. Haar liefde voor dieren, en paarden in het bijzonder, stond toen op de voorgrond. 
Berg begon haar loopbaan bij een bank, waar ze ook werkte als reisadviseuse. In de jaren die volgden, volgde ze verschillende opleidingen en bekleedde ze diverse beroepsfuncties. Zo werkte ze onder andere in marketing en PR, had een eigen sportschool en verzorgde planten en dieren in de Plaza van een bekend vakantiepark. In haar vrije tijd was ze meestal tussen de dieren te vinden.
Haar interesse in mensen en gedrag leidde ertoe dat ze psychologie ging studeren aan de Open Universiteit. Deze opleiding heeft ze echter nooit volledig kunnen afronden, vanwege een echtscheiding.  In de periode die volgde kregen andere zaken voorrang, zoals de zorg voor twee kinderen en het garanderen van financiële zekerheid.
Na de scheiding begon ze ook met het schrijven van verhalen voor publicatie. Aanvankelijk schreef Berg detectives voor het tijdschrift Jaguar, en in 2002 verscheen haar eerste ‘echte’ boek: de thriller De nacht van de Wolf. (dit boek werd verfilmd door een amateur filmclub) Daarna volgde nog een thriller, en later overwegend romans die door de jaren heen werden uitgegeven.
In 2003 hertrouwde Sandra Berg en in 2005 verhuisde ze met haar man en twee zoons naar Zweden, waar ze zestien jaar woonden. Nu zijn ze echter weer terug in Nederland, waar ze zich in een klein dorp hebben gevestigd. Inmiddels zijn er meer dan vijftig boeken van haar hand verschenen. 
Daarnaast schreef ze talloze korte verhalen voor series, gaf ze workshops, hielp toekomstige schrijvers met hun schrijfproces, ontwikkelde een online cursus en was ze jurylid bij verschillende schrijfwedstrijden.